# Клод Коен-Тануджи
Клод Коен-Тануджи (на френски: Claude Cohen-Tannoudji) е френски учен, физик, носител на Нобелова награда за физика за 1997 г.

## Биография
Роден е на 1 април 1933 г. в Константин, Алжир. Работи в лабораторията „Кастлер-Бросел“ в Екол нормал сюпериор и Университета „Пиер и Мария Кюри“. Завежда катедрата по атомна и молекулна физика на Колеж дьо Франс. Заедно със Стивън Чу и Уилям Даниел Филипс работи върху улавянето и охлаждането на атоми с лазер, за което и тримата получават Нобелова награда.
Автор е на един от най-известните курсове по квантова механика, широко използван във френските университети.